# Embrasse-moi
Pour les articles homonymes, voir Embrasse-moi (homonymie).
Embrasse-moi est un poème de Jacques Prévert, il est le premier d'une série de poèmes de Jacques Prévert qui avait été mis en musique, avant qu'ils ne soient publiés. En fait, il a été publié à titre posthume en 1963 dans la collection Histoires et d'autres Histoires.
En effet le poème avait été mis en musique par Wal-Berg et interprétée par la chanteuse Marianne Oswald en 1935.

## Interprétations
- 1934, Florelle (enregistrement 78 tours de Embrasse-moi de Jacques Prévert)
- 1935, Marianne Oswald (1ère reprise de Embrasse-moi)
- 1940, Edith Piaf
- 1951, Juliette Greco dans le disque 78 tours Sous Le Ciel De Paris / Embrasse-Moi Philips N 72.001H